# Rudolf Fischer (Schriftsteller)

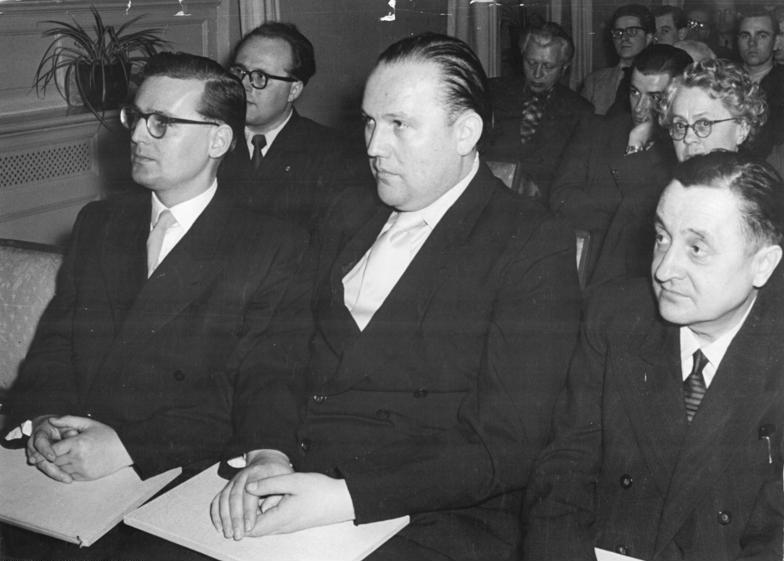
Die mit dem Heinrich-Mann-Preis 1956 ausgezeichneten Schriftsteller Wolfgang Schreyer (links), Franz Fühmann (Mitte) und Rudolf Fischer.

Rudolf Fischer (* 6. März 1901 in Dresden; † 4. Juni 1957 ebenda) war ein deutscher Schriftsteller.

## Leben
Rudolf Fischer entstammte einer Arbeiterfamilie. Nachdem er 1921 die Reifeprüfung abgelegt hatte, arbeitete er als kaufmännischer Angestellter. Er wurde arbeitslos und war später als Briefträger tätig. Während des Zweiten Weltkrieges arbeitete Fischer als Feldpostinspektor".
Nach dem Krieg litt Fischer unter gesundheitlichen Problemen, die auch in der Nachkriegszeit fortdauerten. Er begann mit dem Schreiben von Erzählungen und erfuhr Förderung durch staatliche Stellen der DDR. 1952 arbeitete er studienhalber als Hauer im Zwickauer Steinkohlenbergbau. 1956 erhielt er den Heinrich-Mann-Preis. Fischer verstarb 1957 in Dresden und wurde auf dem St.-Pauli-Friedhof beigesetzt.
Rudolf Fischer wurde vor allem durch seinen Roman Martin Hoop IV bekannt, ein von der DDR-Kritik hochgelobtes  Werk des sozialistischen Realismus, in dem der authentische Fall einer durch Sabotage ausgelösten Schlagwetterkatastrophe im Zwickauer Bergbaurevier aus dem Jahre 1952 und ihre Folgen geschildert werden.

## Werke
- Martin Hoop IV, Berlin 1955
- Dem Unbekannten auf der Spur, Berlin 1956